# USS Truxtun (DDG-103)
USS Truxtun (DDG-103) — 55-й эскадренный миноносец из серии запланированных к 13 сентября 2002 года 62 эсминцев УРО типа «Арли Бёрк», строительство которых было одобрено Конгрессом США. «Тракстон» был назван в честь коммодора Томасa Тракстонa (1755—1822), который начал свою карьеру мореплавателя в возрасте 12 лет. Киль эсминца был заложен 11 апреля 2005 года. Эсминец получил своё название 2 июня 2007 года.
25 апреля 2009 года в Чарльстоне (штат Южная Каролина) была проведена церемония ввода эсминца в состав американского флота. Первым командиром корабля был назначен Тимоти Вебер.